# Miss Kenya

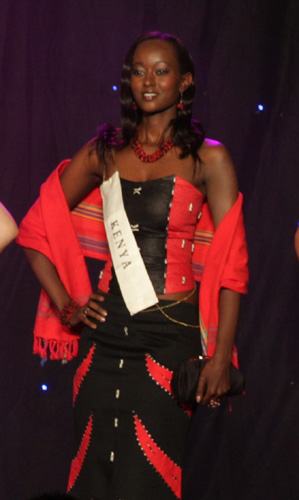
Ruth Kinuthia, Miss Mondo Kenya 2008.

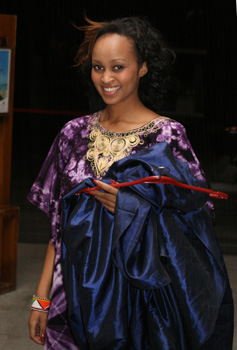
Catherine Wainaina, Miss Mondo Kenya 2007.

Miss Kenya è un concorso di bellezza attraverso il quale viene scelta la rappresentante del Kenya per Miss Mondo.

## Albo d'oro
| Anno | Vincitrice                 |
| ---- | -------------------------- |
| 1960 | Jasmine Batty              |
| 1967 | Zipporah Mbugua            |
| 1968 | Josephine Moikobu          |
| 1984 | Khadija (Kate) Adam Ismail |
| 1985 | Jacqueline Mary Thom       |
| 1986 | Patricia Maingi            |
| 1987 | Sheila Linda Kegode        |
| 1988 | Dianna Naylor              |
| 1989 | Grace Chabari              |
| 1990 | Aisha Lieberg              |
| 1991 | N'kirote Karimi M'mbijjiwe |
| 1994 | Josephine Wanjiku Mbatia   |
| 1996 | Pritpal Kulwant Dhamu      |
| 1999 | Esther Muthoni Muthee      |
| 2000 | Yolande Masinde            |
| 2001 | Daniella Kimaru            |
| 2002 | Maryanne Kariuki           |
| 2003 | Janet Kibugu               |
| 2004 | Juliet Ochieng             |
| 2005 | Cecilia Mwangi             |
| 2006 | Khadijah Kiptoo            |
| 2007 | Catherine Wainaina         |
| 2008 | Ruth Kinuthia              |
| 2009 | Fiona Konchellah           |
| 2010 | Natasha Metto              |